# Anisodesmus gracilis
Anisodesmus gracilis är en mångfotingart som beskrevs av Cook 1896. Anisodesmus gracilis ingår i släktet Anisodesmus och familjen Chelodesmidae. Inga underarter finns listade i Catalogue of Life.